# Bourrouillan
 Bourrouillan  (en occitano Borrolhan) es una población y comuna francesa, ubicada en la región de Mediodía-Pirineos, departamento de Gers, en el distrito de Condom y cantón de Nogaro.

## Demografía
| 209 | 175 | 169 | 174 | 167 | 174 |
| Para los censos de 1962 a 1999 la población legal corresponde a la población sin duplicidades (Fuente: INSEE [Consultar]) |     |     |     |     |     |